# 12788 Shigeno
12788 Shigeno este un asteroid din centura principală de asteroizi.

## Descriere
12788 Shigeno este un asteroid din centura principală de asteroizi. A fost descoperit pe 22 septembrie 1995 la Nanyo de Tomimaru Okuni. Asteroidul prezintă o orbită caracterizată de o semiaxă mare de 2,35 ua, o excentricitate de 0,24 și o înclinație de 6,1° în raport cu ecliptica.